# Université Bourgogne-Europe
L'université Bourgogne-Europe (UBE), anciennement université de Bourgogne (uB, avant le 1er janvier 2025), est une université française située à Dijon (Côte-d'Or) fondée en 1722. Elle possède également des campus à Auxerre, Chalon-sur-Saône, Le Creusot, Mâcon et Nevers. Elle offre un large éventail de formation dans toutes les disciplines (droit, économie, gestion, lettres, philosophie, langues, médecine, pharmacie, odontologie, sciences humaines, sciences exactes et expérimentales) et à tous les niveaux (licence, master, doctorat, diplômes de technologie, d'ingénieurs, professionnalisés, de santé, d'enseignement et de formation à la recherche). Au total, elle délivre environ 400 diplômes.
Plus de 35 000 étudiants sont accueillis chaque année, près de 5000 d'entre eux sont inscrits  en alternance ou en formation continue dont 2 000 salariés ou demandeurs d'emploi. Propriétaire de vignoble et d'un centre d'expérimentation à Marsannay-la-Côte (agglomération dijonnaise), elle offre des filières complètes en sciences de la vigne et œnologie, regroupés dans l'Institut Jules-Guyot nommé d'après Jules Guyot. L'université de Bourgogne consacre près du tiers de son budget (hors salaires) à la recherche[réf. souhaitée].
Son rayonnement international est attesté par sa présence dans divers classements, parmi lesquels le classement de Shanghai où elle apparaît parmi les 20 premières universités françaises.
Depuis 2019, l'université de Bourgogne est membre fondateur de l'Alliance université européenne FORTHEM, qui compte  aujourd'hui 8 autres établissements : l'Université de Jyväskylä (en Finlande), l'Université d'Agder (en Norvège), l'Université Johannes Gutenberg de Mayence (en Allemagne), l'Université d'Opole (en Pologne), l'Université de Palerme (en Italie), l'Université de Lettonie (en Lettonie), l'Université Lucian Blaga de Sibiu (en Roumanie) et l'Université de Valence (en Espagne).
De 2015 à 2024, l'université de Bourgogne a été membre fondateur de la communauté d'universités et établissements Université Bourgogne - Franche-Comté (COMUE UBFC), dont le siège est à Besançon.
Le 1er janvier 2025, l'université de Bourgogne devient l'université Bourgogne-Europe (UBE), un établissement public expérimental.

## Histoire

### Les écoles médiévales
Les écoles publiques de Dijon jouissent au Moyen Âge d'une grande réputation. La création pour les deux Bourgogne de l'université de Dole, en 1422, leur porte gravement atteinte car elles se voient privées d'étudiants et surtout des étrangers.
À la demande du maire et des échevins, appuyés par Georges de la Trémoille, gouverneur de la province de Bourgogne et son défenseur contre les Suisses en 1513, François Ier (1515-1547) institue à Dijon une université avec quatre facultés en 1516 mais cette décision reste lettre morte, même si les patentes royales sont très flatteuses pour les Dijonnais.
Le Collège des Martinots ou des Martin (1531), dans l'actuelle rue du Vieux-Collège, puis le collège jésuite des Godrans, fondé en 1581 en exécution du testament d'Odinet Godrans, président du Parlement de Bourgogne, tentent avec plus ou moins de succès de pallier cette situation. Le transfert de l'université de Dole à Besançon en 1691 incite les États de Bourgogne à solliciter du roi de France la création à Dijon d'une université. Les deux villes deviennent alors rivales. Sous l'influence du Prince de Condé, gouverneur de Bourgogne, Louis XV accorde à Dijon une université avec quatre facultés le 17 avril 1722. Besançon réplique par une véritable coalition avec l'université de Paris et plusieurs universités provinciales. Le roi hésite alors et établit un compromis.

### L'université moderne

Armoiries concédées à l'université par lettres du 20 septembre 1723.

L'édit de décembre 1722 ne crée donc plus qu'une faculté de droit (civil, canon et français) confirmée par une bulle d'Innocent XIII en 1723. L'université, soutenue financièrement par la Ville et la Province s'installe au couvent des Jacobins (à l'emplacement actuel des halles centrales) et se voit inaugurée en grande pompe le 24 novembre 1723. Le Parlement tout entier vient assister à la séance de rentrée qui accueille les 117 étudiants de la nouvelle faculté. Le premier président Berbisey ouvre le cortège, entouré des neuf présidents avec leurs manteaux d'hermine et leurs mortiers, des chevaliers d'honneur, de soixante-quatre conseillers et de cinq conseillers clercs en grand costume ecclésiastique.
Les cinq professeurs et les trois agrégés exercent aussi leur profession d'avocat et enseignent à des étudiants dont l'effectif atteindra jusqu'à 209 étudiants en 1773. Le futur Président de Brosses, Guyton de Morveau, Cazotte ou Berlier en font partie.
L'université tient donc ses écoles et ses assemblées dans le couvent des Jacobins qui offre un abri fort convenable bien qu'emprunté. Celui-ci sera démoli en 1874 en même temps que la vaste église à laquelle il tient pour faire place aux Halles du marché couvert. Il n'en reste plus aucun vestige. L'Académie des sciences, arts et belles-lettres y tient aussi des cours publics et organise des démonstrations de botanique, de chimie et de matière médicale.
La tourmente révolutionnaire emporte avec elle l'université de Dijon, en même temps que l'Académie des sciences, arts et belles-lettres : de 1788 à 1792, date de sa fermeture, le nombre d'étudiants passe de 181 à 18.

### L'université de Dijon auXIXesiècle
Lorsque Napoléon entreprend de réorganiser l'enseignement, Dijon devient le siège d'une école spéciale de droit. Le nouvel établissement s'installe au Collège des Godrans 1806 et devient faculté de droit par décret du 17 mars 1808. La faculté de lettres est créée la même année et la faculté des sciences ouvre en 1809. Dans le même temps est ouverte une école secondaire de médecine et de pharmacie.
Parmi les nombreux bâtiments confisqués à Dijon lors de la Révolution, une aile de l'ancien collège des Godrans autrefois bâti par les Jésuites est occupée, au rez-de-chaussée seulement, par l'école de droit qui commence ses cours en 1805. La faculté des sciences, celle des lettres et le Rectorat doivent investir une partie de l'Hôtel Despringles, déjà occupé par l'Académie des Sciences, Arts et Belles-Lettres. Cette situation durera plus de trente ans. L'Académie doit ensuite quitter les locaux. L'école secondaire de médecine et de pharmacie se trouve, quant à elle, dans un pavillon qui est construit pour elle à l'hôpital général. En 1888, l'Association Générale des Étudiants de Dijon est créée. Il s'agit de la première association étudiante dijonnaise.

### L'université de Dijon au tournant duXXesiècle
L'université de Dijon connaît un certain essor avec le début du XXe siècle : l'année 1902 voit la création de l'Institut agronomique et œnologique de Bourgogne, de l'Institut de géographie et de l'Institut de langues vivantes. Une bibliothèque universitaire est érigée à l'angle de la rue du Petit-Potet et de la rue Chabot-Charny, bientôt suivie dans sa continuité par la construction de la faculté de Lettre qui s'étend jusqu'à l'angle de la rue de l'école de droit, en lieu et place de l'immeuble Koch, ancienne « Maison du Singe », qui avait abrité la Chambre de la ville de 1350 à 1501. En 1903, Dijon est avec 792 étudiants la deuxième ville universitaire de France.
En 1922 sont organisés les célébrations du bicentenaire de l'université en présence du Président de la République, Alexandre Millerand, pour mettre en échec un premier plan de suppression de l'université. Le développement de l'université se poursuit avec les constructions successives en 1923 et 1924 de la Cité universitaire, du restaurant universitaire, des salles de travail, etc. dans l'ancien séminaire désaffecté rue du Dr Maret. Le CROUS est créé en 1936.

### L'université contemporaine
Cette section ne s'appuie pas, ou pas assez, sur des sources secondaires ou tertiaires indépendantes du sujet. Le texte peut contenir des analyses inexactes ou inédites de sources primaires.
Pour l'améliorer, ajoutez-en, ou placez des modèles {{Source secondaire souhaitée}} ou {{Source secondaire nécessaire}} sur les passages mal sourcés. (juin 2022)

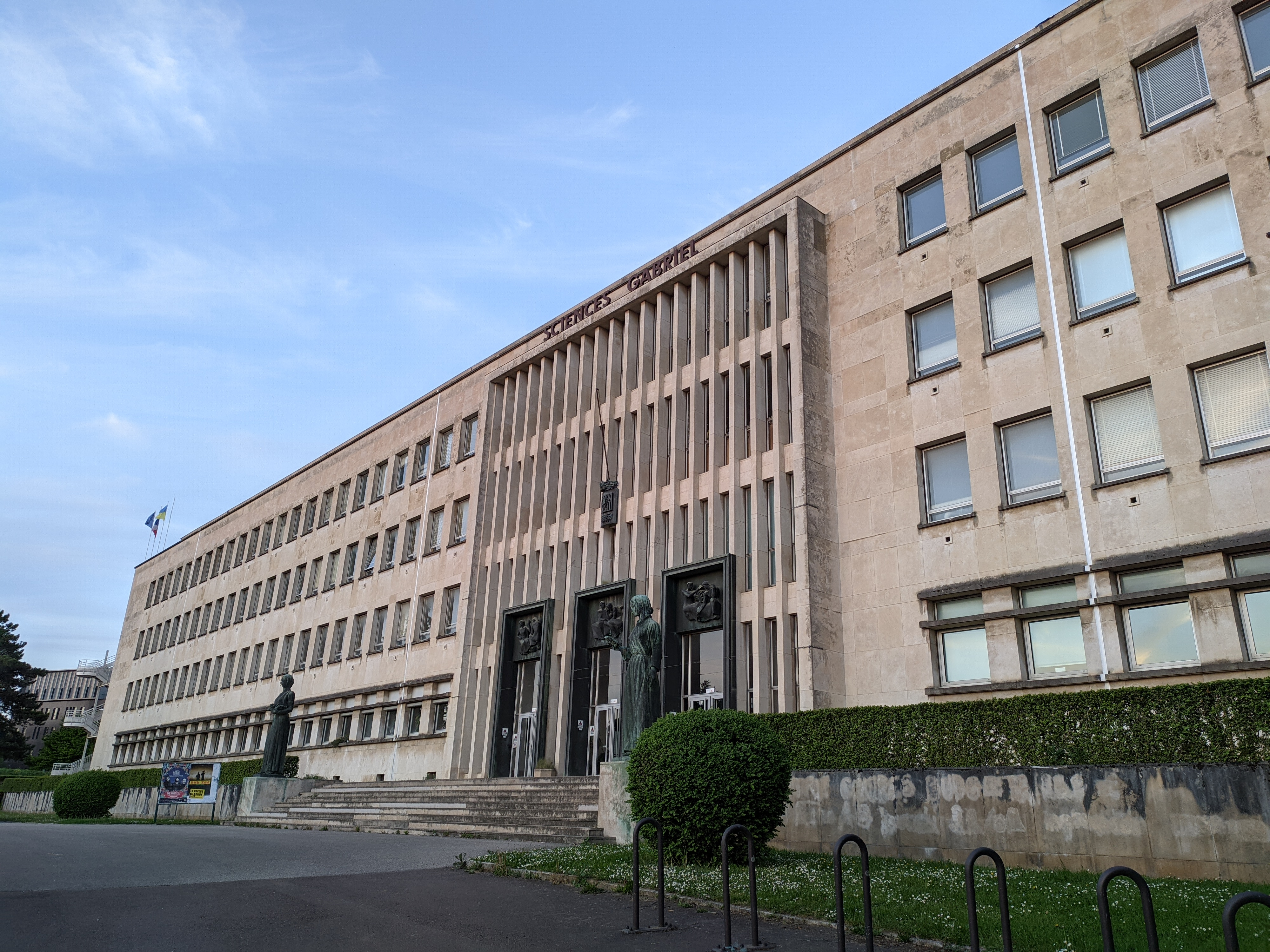
Bâtiment Sciences Gabriel.

En 1945, on projette de supprimer l'université de Dijon et d'envoyer les 950 étudiants à Paris, Lyon et Besançon. Le projet n'aboutit pas, et en 1946, le recteur Marcel Bouchard prend la direction du rectorat. Il choisit de bâtir la nouvelle université sur la pente de la colline de Montmuzard, et en quelques années, le nouveau campus sort de terre :
- 6 janvier 1953 : on creuse les fondations de la future Faculté des Sciences (bâtiment « Sciences Gabriel »), premier bâtiment de l'université inauguré le 12 octobre 1957 par le Ministre de l'Education Nationale, René Billières.
- 9 septembre 1959 : ouverture des premiers pavillons Bossuet et Lamartine qui logent les étudiants.

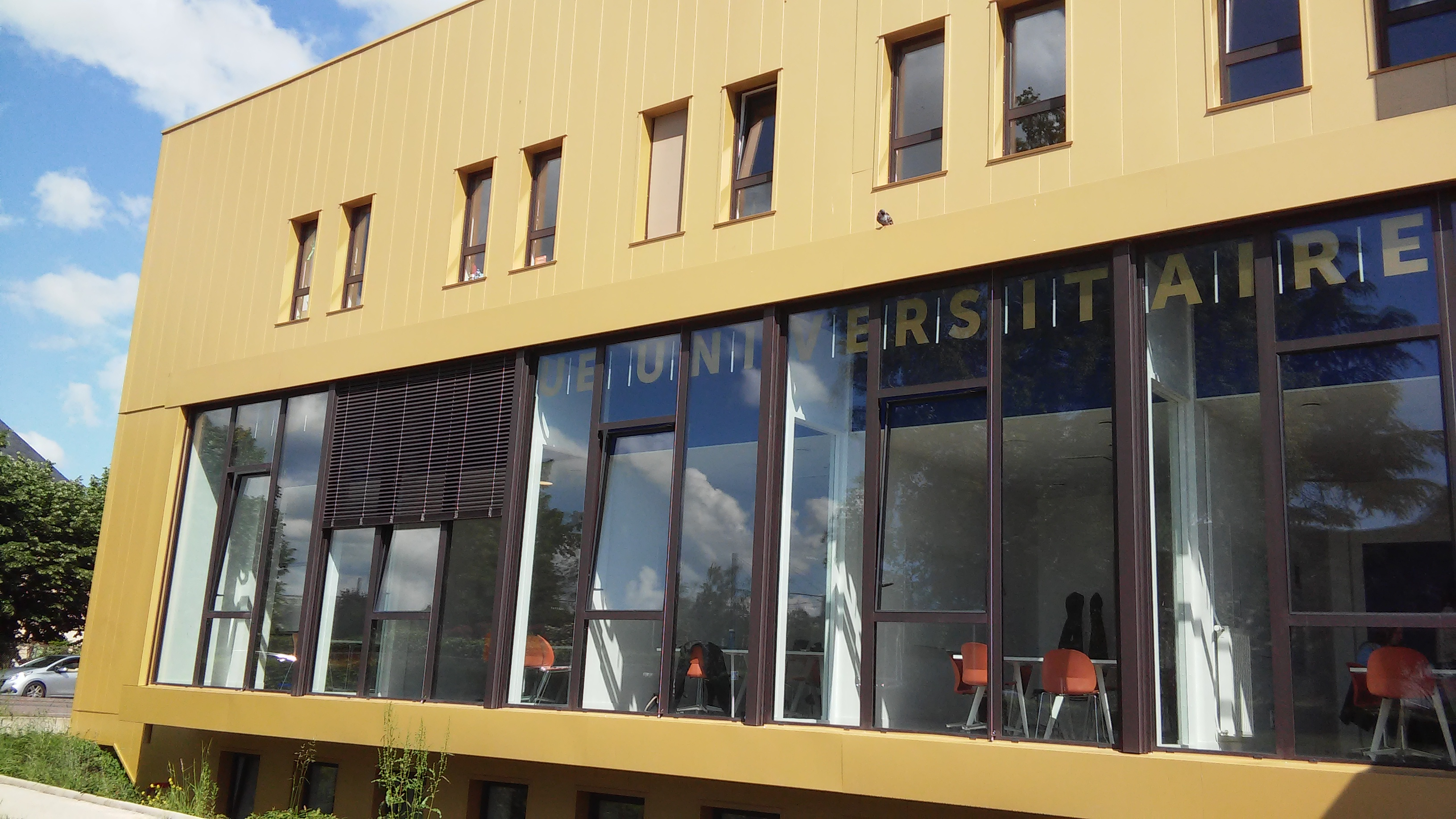
Bâtiment de la bibliothèque universitaire de sciences Cortex

- Bâtiment de la bibliothèque universitaire de sciences Cortex6 octobre 1962 : inauguration de la bibliothèque universitaire, la faculté de droit et la chaufferie.
- 23 septembre 1965 : un décret publié au Journal Officiel transforme l'école de médecine et de pharmacie en faculté de médecine et de pharmacie.
- 9 octobre 1965 : la faculté de lettres est inaugurée (bâtiments droit-lettres).
- 1968 : la faculté de médecine et de pharmacie rejoint l'Hôpital du Bocage ouvert en 1962.

De 1957 à 1968, l'université passe de 2 700 à 9 400 étudiants. On[Qui ?] en comptera 17 000 à la fin des années 70 et 26 000 à la fin des années 80. Cela nécessitera un important réaménagement du campus et la construction de nouveaux bâtiments :
- 1969 : construction des amphithéâtres Aristote et Platon.
- 1971 : construction de l'IUT.
- 1974 : installation de l'INRA rue Sully.
- 1983 : construction de l'atheneum, salle de spectacle et cœur culturel du Campus.
- 1984 : changement de nom, l'université de Dijon devient Université de Bourgogne.
- 1990 : adoption du schéma directeur conçu par les architectes bâlois Herzog et De Meuron avec l'artiste Rémy Zaugg, qui permettra d'urbaniser le campus et d'engager le plan « Université 2000 ».
- 1991 : inauguration de la Maison des Sports, inauguration du centre universitaire Condorcet au Creusot.
- 1992 : inauguration de l'amphithéâtre Gutenberg.
- 1994 : inauguration de l'extension « le petit Beaubourg » du bâtiment droit-lettres, sciences-humaines.
- 1995 : inauguration de l'Institut Universitaire de la Vigne et du Vin Jules Guyot (IUVV).
- 26 juin 1997 : l'amphithéâtre Galilée (similaire à l'amphi Gutenberg inauguré en 1992), le pôle d'économie et de gestion, et la Maison de l'université sont inaugurés.
- 1998 : création du Centre Européen des Sciences du Goût (CESG).
- 2003 : inauguration du pôle Acquisition, Apprentissage, Formation et Éducation (AAFE).
- 2005 : inauguration de la Maison de l'Étudiant.
- 2011 : inauguration de la Maison des Sciences de l'Homme.
- 2025 : transformation de l'université en "Établissement Public Expérimental" (EPE) ; l'université change à nouveau de nom pour devenir "Université Bourgogne Europe".

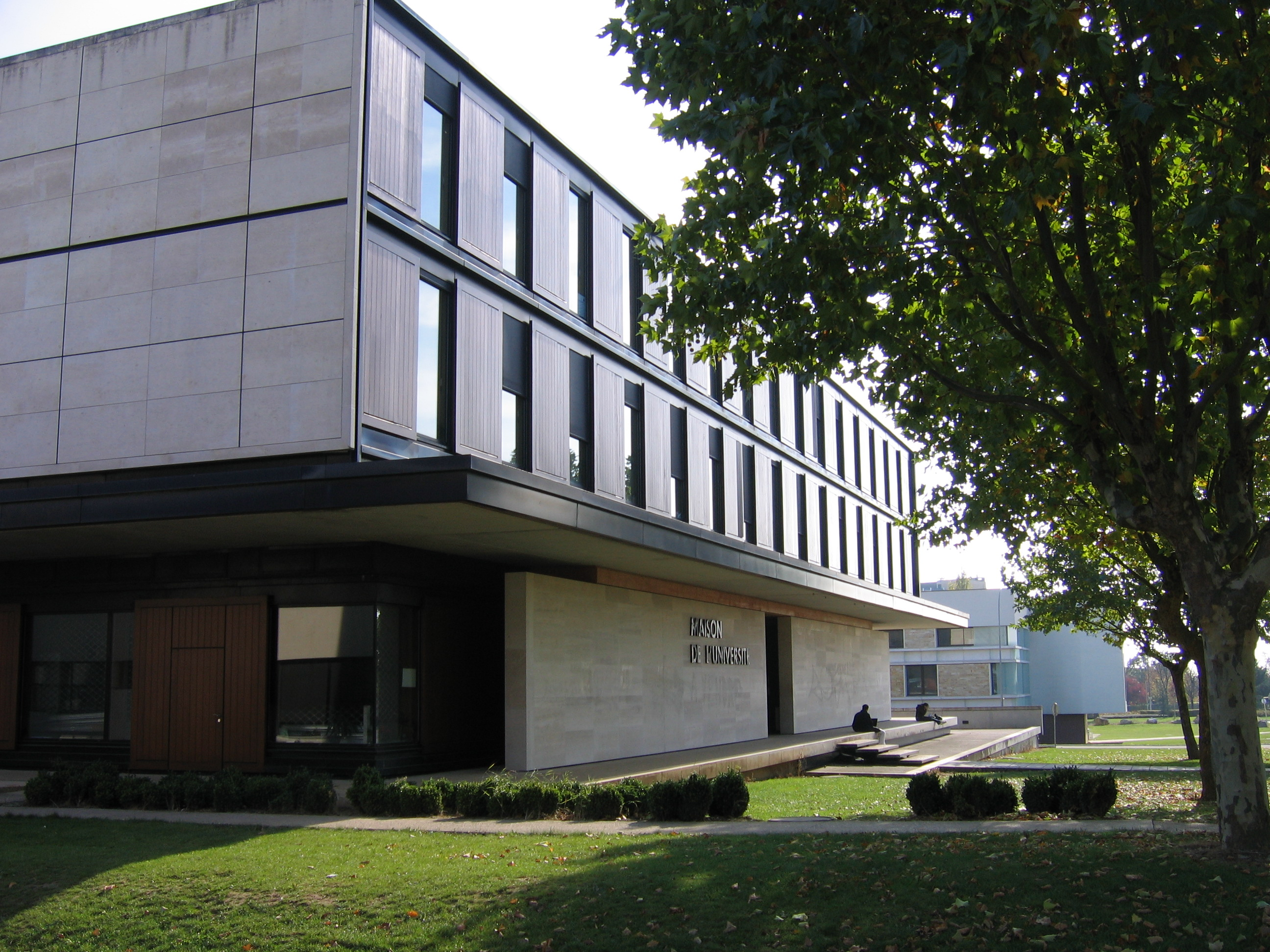
La Maison de l'université.

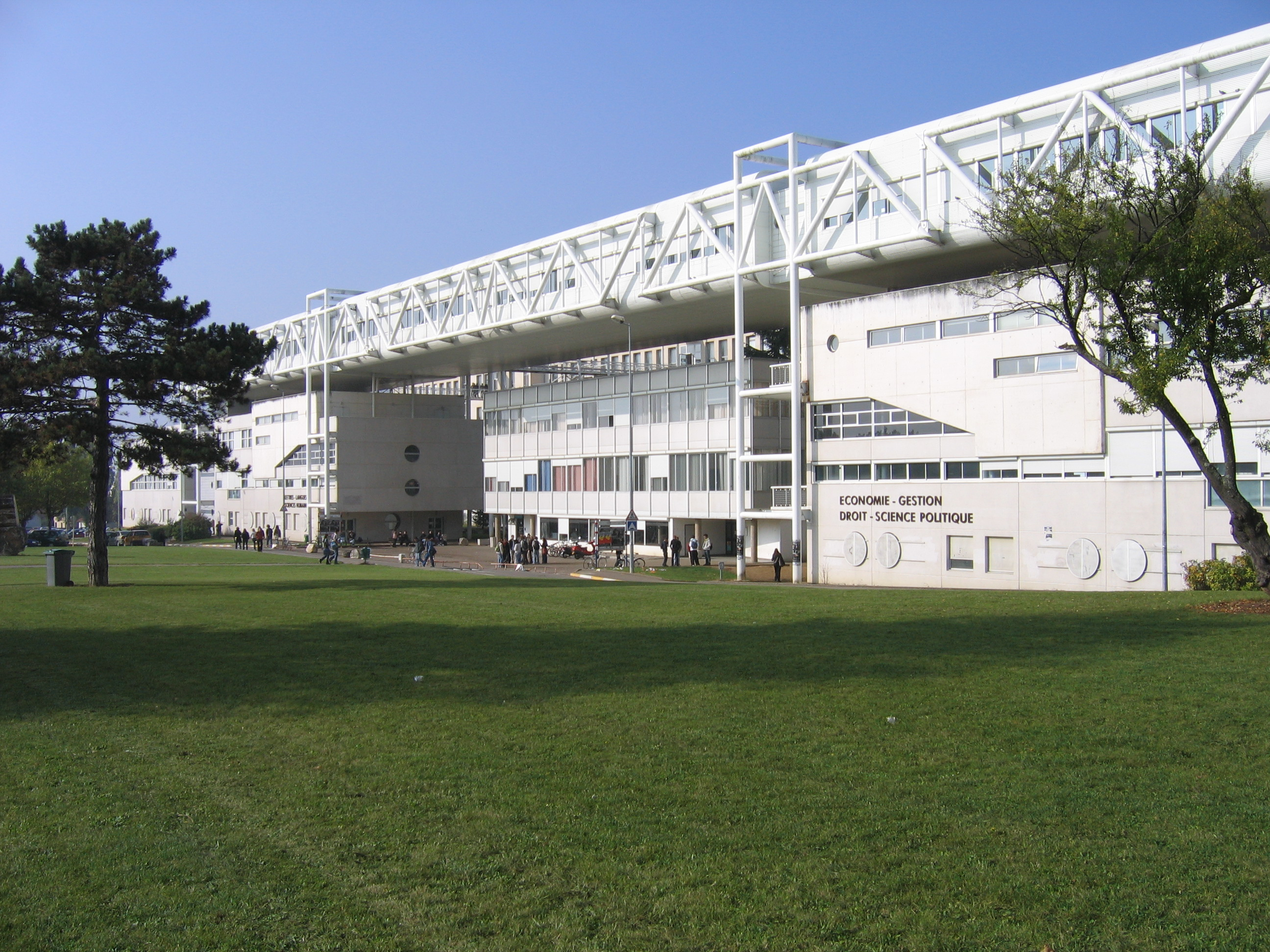
Bâtiment de droit, lettres, langues, économie, gestion et science politique.

Aujourd'hui, le campus de Montmuzard s'étale sur une surface de 150 hectares qui concentre 90 % du potentiel de recherche et d'enseignement de Bourgogne[source insuffisante], le reste se répartissant sur les cinq autres campus de l'université à Auxerre, Chalon-sur-Saône, Le Creusot, Mâcon et Nevers.

### Rénovation du campus
À partir de 2012 et l'arrivée du tramway sur le campus, un vaste chantier de rénovation s'étalant sur plusieurs années est lancé sur le campus. Plusieurs objectifs sont fixés: favoriser la vie étudiante, le développement durable, améliorer l'accès aux personnes à mobilité réduite… Le chantier permet la mise en valeur des œuvres d'art sur le campus, la création d'espaces de convivialité et une véritable cohérence de l'ensemble par la rénovation des voies de circulation pour cycles et piétons sur le campus. 3 700 000 € sont mis à disposition pour faire rentrer l'université dans le XXIe siècle.

### Historique des présidents
Liste des présidents successifs de l'Université de Bourgogne/Université Bourgogne Europe depuis 1946, :
| Identité                             | Période         | Période   | Durée           |
| Identité                             | Début           | Fin       | Durée           |
| ------------------------------------ | --------------- | --------- | --------------- |
| Marcel Bouchard (d) (1898 - 1977)    | 1946            | 1967      | 21 ans          |
| Françoise Moret-Bailly (née en 1934) | 31 janvier 1971 | 1973      | 2 ans           |
| Pierre Feuillée (d) (1932 - 2020)    | 1973            | 1978      | 5 ans           |
| Jacques Vaudiaux (d), (1934 - 2022)  | 1978            | 1983      | 5 ans           |
| Roger Paris (d)                      | 1983            | 1988      | 5 ans           |
| Gilles Bertrand (d) (né en 1945)     | 1988            | 1993      | 5 ans           |
| Jocelyne Pérard (née en 1940)        | 1993            | 1998      | 5 ans           |
| Bernard Laurin (d) (né en 1947)      | 1998            | 2003      | 5 ans           |
| Jean-Claude Fortier (d) (né en 1941) | 2003            | 2007      | 4 ans           |
| Sophie Béjean (née en 1964)          | mai 2007        | mai 2012  | 5 ans           |
| Alain Bonnin (d) (né en 1959)        | juillet 2012    | mars 2020 | 7 ans et 8 mois |
| Vincent Thomas (d) (né en 1968)      | mars 2020       | En cours  | 5 ans et 4 mois |

## Composantes

### Unités de formation et de recherche
L'université compte huit UFR :
- Droit et Sciences Economique et Politique ;
- Langues et Communication ;
- Lettres et Philosophie ;
- Sciences de Santé ;
- Sciences du Sport (STAPS) ;
- Sciences et Techniques ;
- Sciences Humaines ;
- Sciences Vie, Terre et Environnement.

### Écoles
Deux des composantes de l'université ont le statut d'école :
- École polytechnique universitaire de Bourgogne ;
- Institut national supérieur du professorat et de l'éducation (INSPE) de Bourgogne.

### Instituts
L'université compte six instituts d'enseignement :
- Institut d'administration des entreprises (IAE) ;
- Institut de la vigne et du vin Jules Guyot (IUVV) ;
- Institut supérieur de l'automobile et des transports (ISAT) ;
- Institut universitaire de technologie de Dijon-Auxerre-Nevers ;
- Institut universitaire de technologie de Chalon-sur-Saône ;
- Institut universitaire de technologie du Creusot.

L'université compte également six écoles doctorales et 28 laboratoires et entités de recherche.

## Formation et recherche

### Enseignement
L'université propose près de 400 formations diplômantes :
- 26 licences générales ;
- 132 masters ;
- 32 disciplines doctorat ;
- 15 DUT ;
- 60 diplômes universitaires ;
- 90 diplômes et spécialisations santé.

Elle accueille dans ses effectifs en 2019, 1 854 étudiants en formation continue et plus de 750 en formation à distance.

### Relations internationales

#### Partenariats internationaux
L'université Bourgogne Europe proposd plus de 300 partenariats avec des universités internationales, permettant la mobilité de ses étudiants, enseignants, chercheurs et personnels administratifs partout dans le monde, ainsi que l'accueil de 2 783 étudiants internationaux de 120 nationalités différentes. Elle propose également des cursus intégrés (double ou triple diplôme) en langues, sciences humaines, droit, soutenus par l'Université franco-allemande, avec l'université Johannes Gutenberg de Mayence, mais aussi un triple diplome en études européenne avec la participation de l'Opole (Pologne).

#### Université européenne
En juin 2019, l'université est avec 14 autres universités françaises l'une des lauréates du premier appel à projets « Universités européennes » de la Commission européenne. Réunies au sein de l'alliance « FORTHEM », les universités de Dijon, Palerme (Italie), Jyväskylä (Finlande), Opole (Pologne), Valence (Espagne), Mayence (Allemagne) et  Riga (Lettonie), font partie d'une des premières 17 universités européennes retenues par la Commission (sur 54 dossiers de candidatures déposés). Les universités d' Agder (Norvège) et de Sibiu (Roumanie) ont rejoint l'Alliance européenne FORTHEM, d'abord en tant que partenaires associés en 2021, puis membres à part entière dès 2022.

### Classements internationaux
L'université Bourgogne Europe figure depuis 2017 au classement des meilleurs universités mondiales réalisé par l'université Jiao Tong de Shanghai  (Academic Ranking of World Universities) qui recense près de 18 000 établissements dans le monde. Classée entre la 501e et 600e places de 2020 à 2023, puis entre la 701 et 800ème places, elle apparaît dans les 20 premières universités française.
En 2024, elle est classée 766e (20e sur 617 sur le plan national) par le classement Ranking Web of World Universities qui est basé sur le volume et la qualité des publications électroniques des 31 000 écoles et universités classées.
A cr jour, 68 chercheurs de l'université Bourgogne Europe sont recensés dans le classement de Stanford comme faisant partie des 2 % des chercheurs les plus rayonnants sur le plan mondial. 24 d'entre eux travaillent dans le domaine « Aliment et environnement », six dans le domaine « Apprentissage et santé », 10 dans le domaine « Photonique et matériaux avancés », 27 dans le domaine « Santé (Health) et ingénierie moléculaire » et un dans le domaine « vigne et vin ».

## Vie étudiante

### Logement, restauration

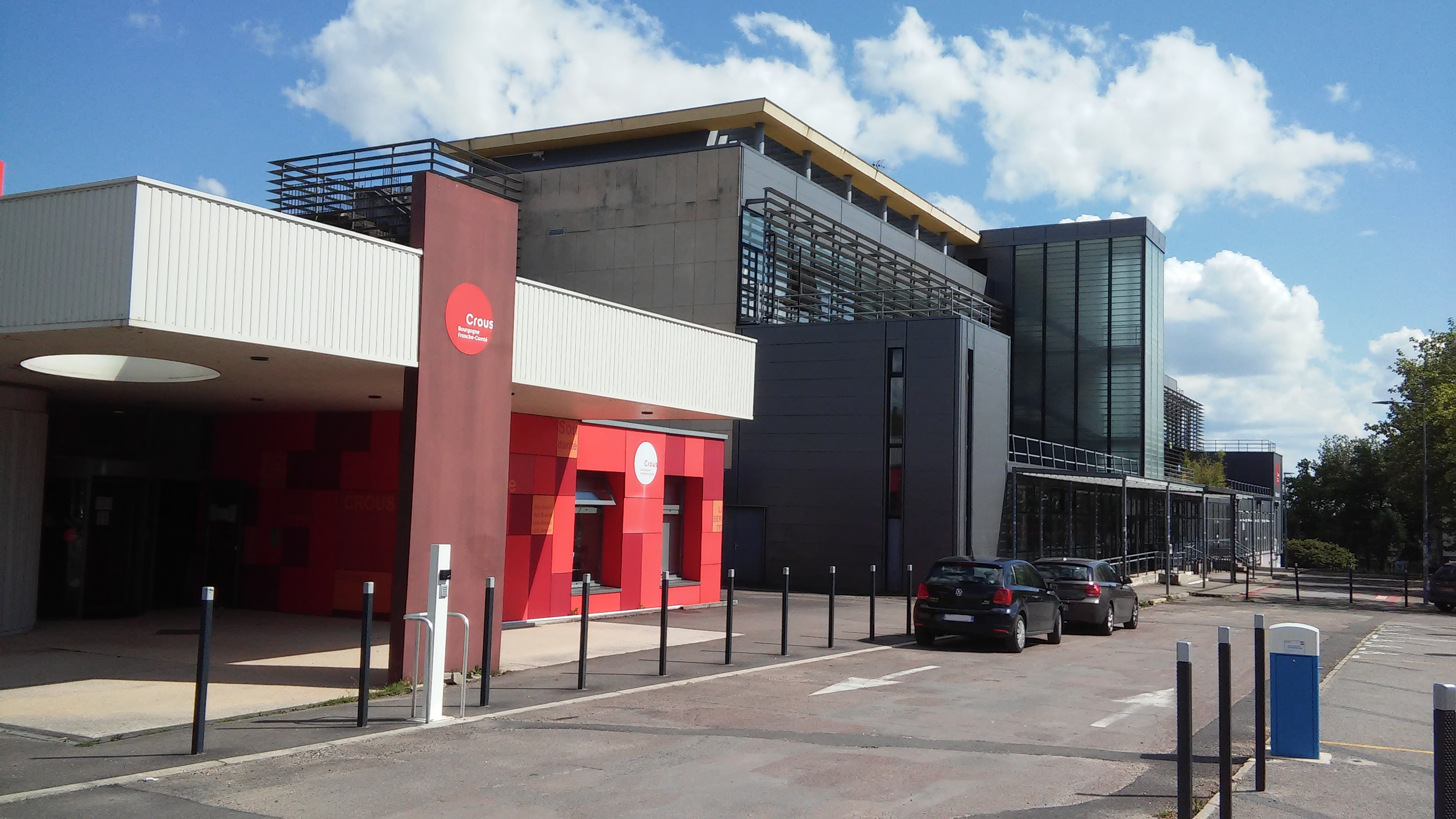
Un des trois restaurants universitaires du CROUS.

L'université met à disposition de ses étudiants avec le CROUS 4 100 places de logements, trois restaurants universitaires et cinq cafétérias réparties sur le campus.

### Vie associative et culturelle

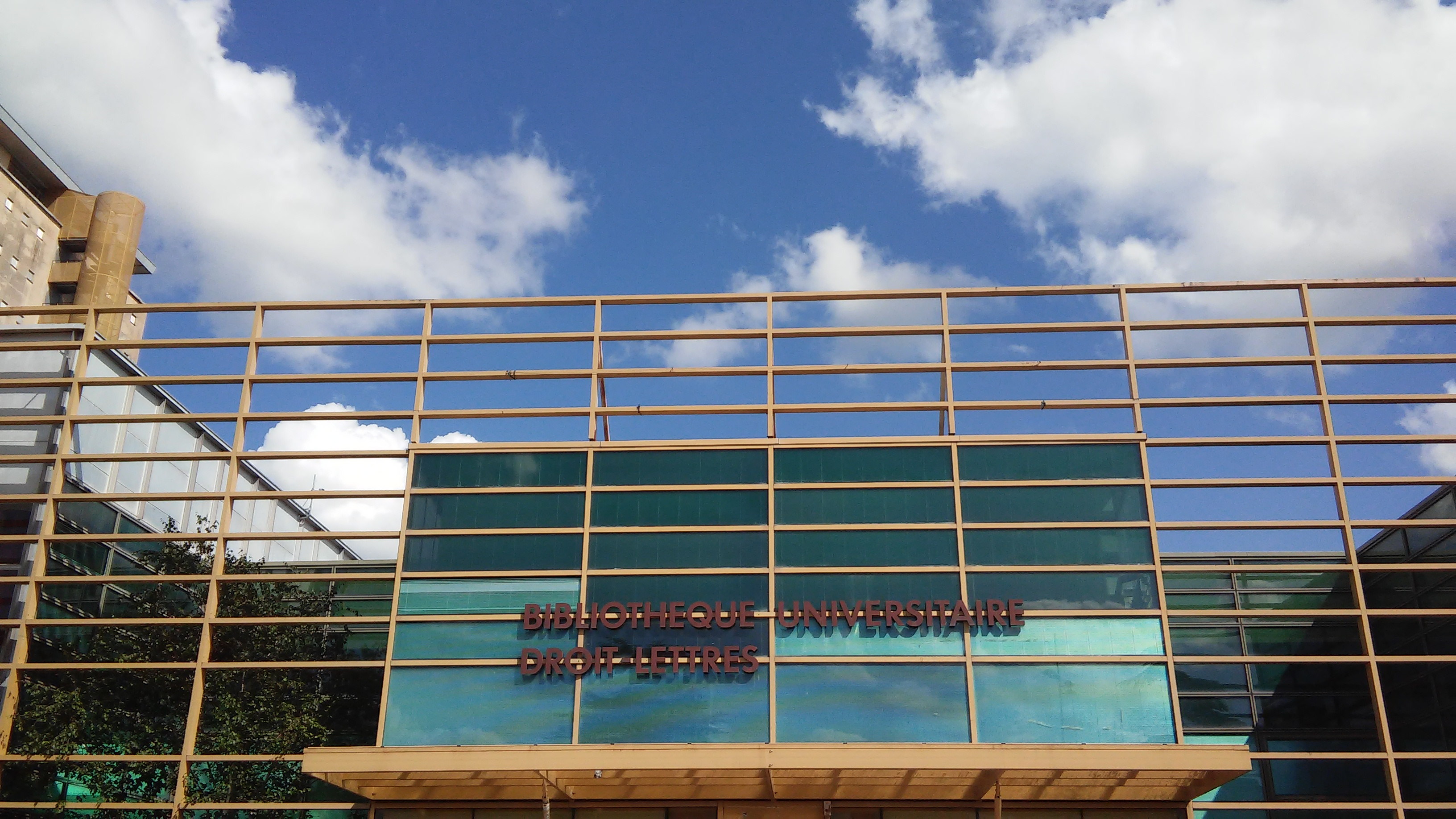
Façade (détail) de la bibliothèque Droit-Lettres du campus de Dijon.

Plus de 140 associations étudiantes allant d'un club d'échec (CUBE) à un atelier broderie animent le campus. Plus globalement 235 événements culturels sont proposés au centre culturel. L'Atheneum, à proximité de la bibliothèque universitaire Droit-Lettres propose chaque année environ 200 concerts et spectacles dans sa salle ou sur son parvis. Radio Dijon Campus, une des plus anciennes radios étudiantes de France, a ses locaux à cet endroit. Elle émet depuis 1982 sur la fréquence de 92.2 FM.  

### Vie syndicale
Le campus dispose également d'une vie syndicale très dense, avec la présence de nombreuses organisations (l'UNEF, la FEBIA, l'UNI, l'Aube...). Jusqu'en 2018, Génération Campus et sa liste associative « Associatifs & Indépendants » sont majoritaires dans les instances universitaires. A partir de 2020, c'est la toute jeune fédération étudiante FEBIA, Fédération Étudiante de Bourgogne Inter-Associative, et sa liste « Bouge Ton Campus » qui prend le relais en remportant les élections mettant en avant son souhait de "renouveler le projet fédératif local".
La fédération se fera notamment remarquer durant la crise du COVID en participant activement aux opérations de coordination à l'aide alimentaire dans le département de Côte d'Or par la création d'une épicerie sociale et solidaire,, aux côtés de la Croix-Rouge Française mais aussi en opérant des distributions alimentaires dans les autres villes universitaires du territoire comme à Auxerre avec l'ESA ou à Nevers. Les élus étudiants soutenus par la fédération obtiennent notamment en 2025 la mise en place d'une dispense menstruelle permettant aux personnes menstruées de bénéficier jusqu'à 11 jours d'absence par an sans avoir besoin d'un certificat médical.
L'UNEF participe également à cette dynamique en proposant des distributions alimentaires ponctuelles, des ciné débats et autres évènements culturelles et militants,.

### Sport
50 disciplines sportives sont proposées, gratuitement pour la plupart, aux étudiants par l'intermédiaire du SUAPS (Service universitaire des activités physiques et sportives). Plusieurs équipements sportifs sont à ce titre directement disponibles sur le campus, autour de la Maison des sports, à proximité de l'arrêt de tramway « Université » :
- terrains de beach-volley, de tennis, de football, de rugby, de baseball ;
- stade d'athlétisme Colette Besson ;
- un gymnase ;
- salle de danse/salle de combat ;
- salle de musculation.

### Santé
Le service de médecine préventive accueille les étudiants sur le campus pour des questions médicales, et une mission handicap accompagne 594 étudiants.

## Évolution démographique
Évolution démographique de la population universitaire 

| 1723 | 1773 | 1788 | 1792 | 1875 | 1895 | 1909  | 1910  |
| ---- | ---- | ---- | ---- | ---- | ---- | ----- | ----- |
| 117  | 209  | 181  | 18   | 119  | 521  | 1 037 | 1 092 |

| 1957  | 1968  | 1972   | 2000   | 2001   | 2002   | 2003   | 2004   |
| ----- | ----- | ------ | ------ | ------ | ------ | ------ | ------ |
| 2 700 | 9 400 | 12 000 | 24 948 | 24 403 | 24 442 | 24 952 | 25 649 |

| 2005   | 2006   | 2007   | 2008   | 2009   | 2010   | 2011   | 2017   |
| ------ | ------ | ------ | ------ | ------ | ------ | ------ | ------ |
| 26 170 | 26 167 | 25 463 | 26 878 | 26 897 | 26 118 | 26 551 | 29 695 |

| 2018   | 2019   | - | - | - | - | - | - |
| ------ | ------ | - | - | - | - | - | - |
| 30 917 | 34 169 | - | - | - | - | - | - |

Durant l'année universitaire 2019/2020, l'université a accueilli 34 169 étudiants dont 30 315 sur le seul campus de Dijon. La barre des 35 000 étudiants a été franchie en 2020. Au 1er janvier 2024, le nombre des inscrits s'élevait à 33 242, accusant une baisse de 0,23% par rapport à l'année précédente.

## Personnalités liées à l'université
(Classement effectué en ordre croissant d'années de naissance)

### Enseignants
- Charles Aubertin (1825-1908), professeur de littérature, recteur ;
- Louis Renault (1843-1918), étudiant à l'université, puis juriste, lauréat du prix Nobel de la paix en 1907 ;
- André Weiss (1858-1928), juriste ;
- Lucien Febvre (1878-1956), historien, cofondateur de l'école des Annales ;
- Gaston Bachelard (1884-1962), philosophe, membre de l'Académie des sciences morales et politiques ;
- Georges Connes (1890-1974), maître de conférence puis Pr de littérature anglaise, résistant et maire de Dijon ;
- Joël Le Gall (1913-1991), historien et archéologue, Pr d'histoire romaine, directeur des fouilles d'Alésia ;
- André Leguai (1923-2000), historien du Moyen Âge ;
- Max Milner (1923-2008), critique littéraire, professeur à la Faculté des lettres ;
- Gérard Taverdet (1938-), Pr émérite prix Albert-Dauzat dialectologie et onomastique ;
- Paule-Marie Carli (1939-), hématologue et Pr honoraire en hématologie ;
- Marie Duru-Bellat (1950-), sociologue spécialiste de l'éducation et de l'enseignement supérieur ;
- Bernard de Montmorillon (1950-), président de l'université Paris-Dauphine ;
- Jean-Cyrille Hierso (1971-), chercheur et enseignant chimiste ;
- Aurélie Trouvé (1979-), coprésidente de ATTAC.

### Étudiants
- Georges-Louis Leclerc de Buffon (1707-1788), naturaliste ;
- Michel Petit (1769 - env. 1830), avocat puis Juge à Chaumont, Chevalier de la Légion d'Honneur[51]
- Arthur Kleinclausz (1869-1947), médiéviste français, spécialiste de la période carolingienne ;
- Edvard Beneš (1884-1948), président de République tchécoslovaque (1935-1938; 1939-1945; 1945-1948) ;
- Mahmoud El Materi (1897-1972), ministre tunisien de la Santé ;
- Jean Mairey (1907-1982), résistant et haut fonctionnaire français ;
- Roger Guillemin (1924-2024)[52], prix Nobel de physiologie ou médecine en 1977 ;
- Abdoulaye Wade (1926-), président du Sénégal (2000-2012)[53] ;
- Jacques Blondel (1936-), écologue et biologiste ;
- Guy Canivet (1943-), premier président honoraire de la Cour de cassation, membre du Conseil constitutionnel ;
- Alain Colas (1943-1978), navigateur ;
- Henri-François Gautrin (1943-), ministre québécois ;
- Igor et Grichka Bogdanoff (1949-2022)[54] ;
- Pierre Frogier (1950-), président du gouvernement de la Nouvelle-Calédonie de 2001 à 2004 ;
- Gérard Courant (1951-), cinéaste français, inventeur de Cinématon ;
- Frédéric Tissot (1951-), médecin, humanitaire et diplomate français (il est notamment le premier consul de France au Kurdistan irakien de 2007 à 2012)[55] ;
- Antanas Mockus (1952-), maire de Bogota 1995-1998 et 2001-2003, président de l'Alliance verte (Parti écologiste de Colombie) de 2010 à 2014 ;
- Alain Joyandet (1954-), ancien secrétaire d'État chargé de la Coopération et de la Francophonie, député et sénateur de la Haute-Saône, maire de Vesoul ;
- Roch Marc Christian Kaboré (1957-), président du Burkina Faso ;
- Arnaud Montebourg (1962-), ministre de l'économie (2012-2014), président du conseil général de Saône-et-Loire (2008-2012) et député de ce même département (1997-2012) ;
- Aminata Touré (1962-), première ministre du Sénégal ;
- Rachida Dati (1965-), ministre de la Justice (2007-2009), députée européenne (2009-2019), ministre de la Culture (2023-);
- Daniel Křetínský (1975-), milliardaire tchèque, ayant fait fortune dans les énergies fossiles ;
- Charles Rozoy (1987-), nageur handisport et champion olympique de natation en 2012.

## Identité visuelle

Logo de l'université utilisé jusqu'en 2003.
Logo de l'université utilisé de 2003 jusqu'en 2024.
Logo de l'université utilisé depuis 2025.